# Беј Парк (Њујорк)
Беј Парк (енгл. Bay Park) насељено је место без административног статуса у америчкој савезној држави Њујорк.

## Демографија
По попису из 2010. године број становника је 2.212, што је 88 (-3,8%) становника мање него 2000. године.
| Група             | 2000.         | 2010.         |
| Белци             | 2.151 (93,5%) | 2.014 (91,0%) |
| Афроамериканци    | 8 (0,3%)      | 6 (0,3%)      |
| Азијати           | 22 (1,0%)     | 38 (1,7%)     |
| Хиспаноамериканци | 97 (4,2%)     | 141 (6,4%)    |
| Укупно            | 2.300         | 2.212         |